# Merope angulata
Espèce
Merope angulata ou Paramignya angulata, l'agrume anguleux, est la seule espèce du genre Merope M.J. Roemer (1846), une Rustaceae endémique de l'est de l'Inde, du Myanmar, d'Indochine, de Thaïlande, de Malaisie et de Papouasie-Nouvelle-Guinée. C'est une rare Citreae qui prospère dans les sols salins des forêts littorales à marée et des marécages de mangroves.

## Taxonomie
Walter T. Swingle (1915) dans son Merope angulata, a salt-tolerant plant related to Citrus, from the Malay Archipelago note «une histoire nomenclaturale curieuse et compliquée, et un manque surprenant d'informations quant à l'occurrence, la nature et la valeur économique possible de cette curieuse plante tolérante au sel», ce qui est toujours vrai. Il inventorie les synonymes suivants dans l'ordre historique depuis Willdenow (qui lui-même citait Rumphius  (1741) avec Limonellus angulosus dans Herbarium Amboinense): Citrus angulata Willd. (1801),  Sclerostylis spinosa Blume. (1825), Limonia spinosa Spreng. (1827), Ghjcosmis spinosa Dietr. (1840), Merope spinosa Poem. (1846), Limonia angulosa Wight & Arnott (1859), Atalantia longispina Kurz (1872), Gonocitrus angulatus Kurz. (1874), Paramignya longispina Hook. (1875), Paramignya angulata Kurz. (1876), Atalantia spinosa Hook. (1895). 
Merope angulata (Willd.) Swingle (1915) est retenu de nos jours

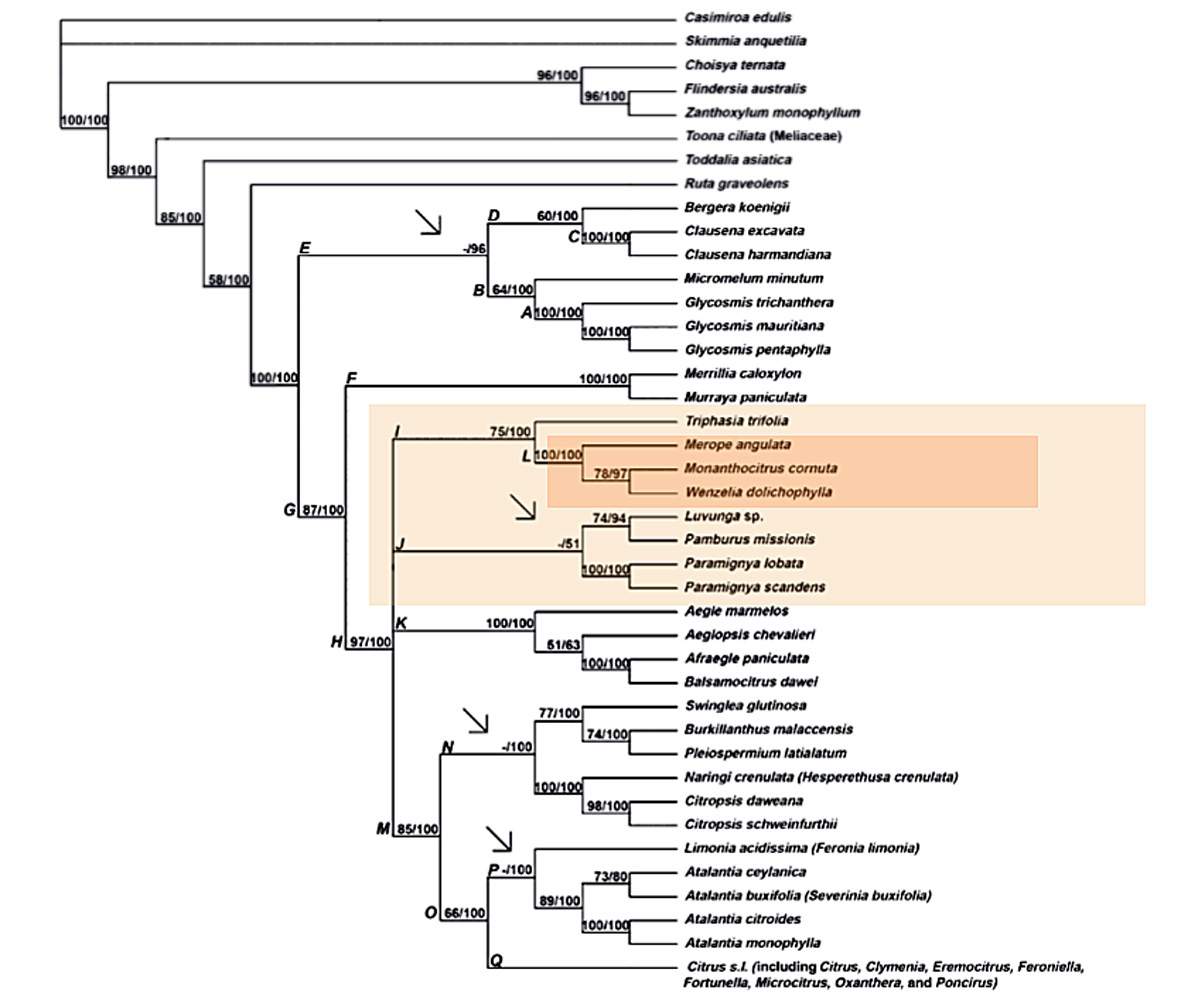
Chez Bayer, Mabberley, et al. 2009, le sous-clade L (en rouge) contient 3 genres: Merope, Monanthocitrus et Oxanthera assez proche de Paramignya

### Phylogénie
Le statut de 8 genres  (Micromelum, Wenzelia, Monanthocitrus, Oxanthera, Merope, Luvunga, Burkillanthus, Limnocitrus) a longtemps été inconnu (1976). Un taxon Wenzelia rassemblait 4 genres fortement apparentés déjà vue par Swingle (1943) : Wenzelia (9 espèces), Monanthocitrus , Oxanthera (tous avec 6 ovules dans chaque loge ovarienne) et Merope (avec 4) . A l'exception d'Oxanthera propre à la Nouvelle-Calédonie, ils sont présents en Papouasie-Nouvelle-Guinée. L'hypothèse admise était que Merope était une ramification précoce d'une forme ancestrale du groupe Wenzelia. 
R Bayer, D Mabberley et al. (2009) sur base d'analyse génétique (donnée KASPar) définissent une sous-tribu des Citreae: Triphasilineae qui comprend 5 genres  Oxanthera, Pamburus, Paramignya, Triphasia, et Wenzelia «Notre étude est la première à étudier et à confirmer la position phylogénétique des genres unispécifiques Merope, Monanthocitrus et Oxanthera [sous-clade L]. Le groupe Wenzelia [ ] est fortement monophylétique et se compose de Merope, Monanthocitrus et Wenzelia. Les genres sont similaires en ce sens qu'ils se trouvent naturellement à Bornéo, en Nouvelle-Guinée, aux Îles Salomon et aux Fidji ; avoir des feuilles unifoliées; avec de très courts pétioles sans ailes, non articulés; et 4 à 8 ovules par loge, au lieu des deux par loge que l'on trouve dans le reste des Triphasiinae». A Oueslati Bahri (2017) élargie la sous-tribu (analyse in silico des SNP) à 8 genres avec l'ajout de Luvunga, Merope, Monanthocitrus .

### Nom communs
En Malais: Kigerukkan, Limau Buaya ,en anglais Mangrove Lime. 

## Morphologie
Arbuste épineux grimpant, fortement épineux. Les tiges sont entourées d'un liège pneumatophore qui recouvre la surface externe, le liège cambium se distingue clairement, chambre à air dans le cortex.
Feuilles simples 7 à 16 cm avec un parfum de lime quand on les froisse. dégagent une odeur de citron vert lorsqu'elles sont écrasées. Petites fleurs parfumée à 5 pétales blancs Fruits jaunes long de 2,5 à 4 cm, de section triangulaire, canelé avec beaucoup de graines longues.

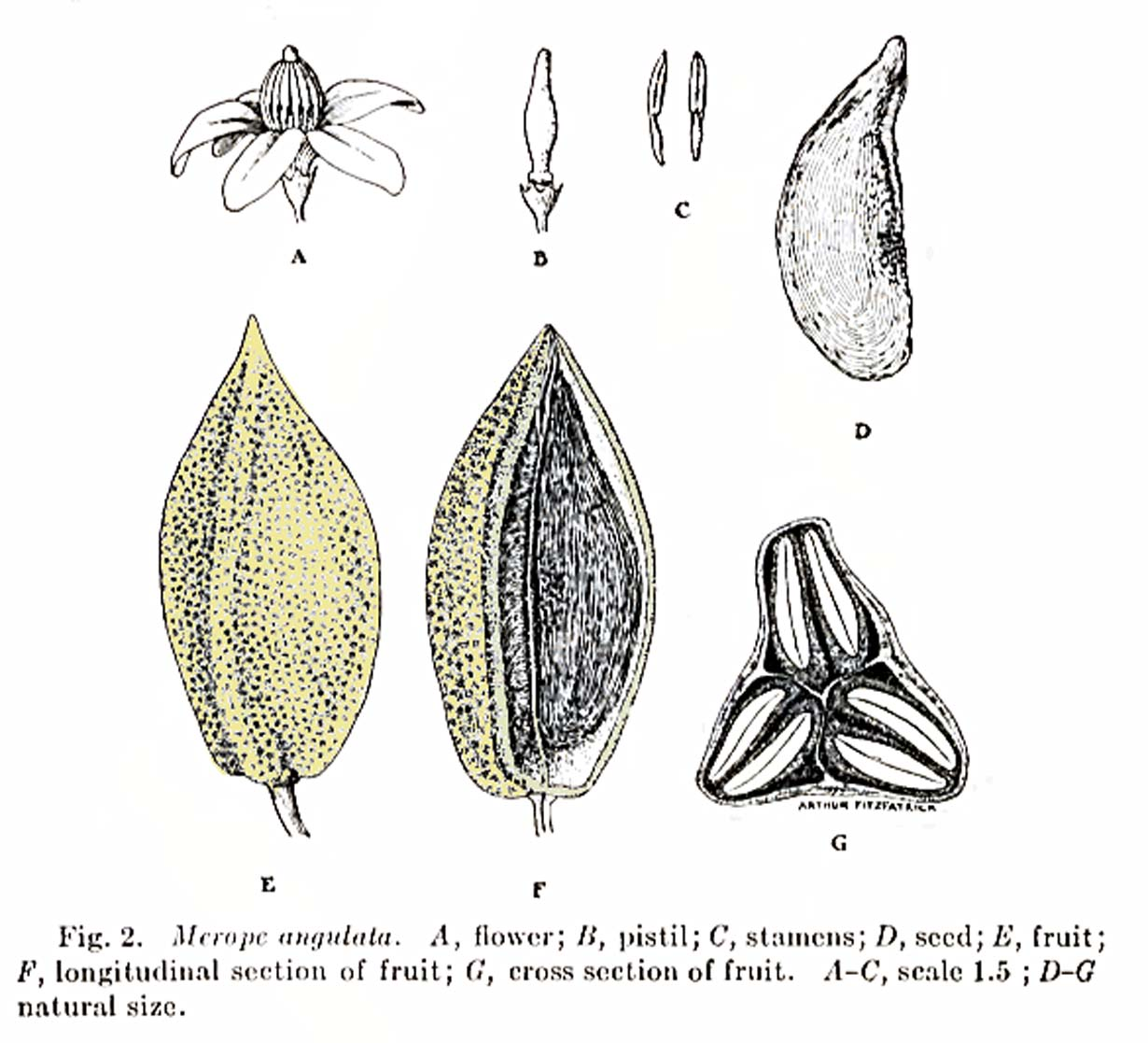
La fleur, le fruit et les graines chez Swingle (1915)

Les plantes vivent en sorte de colonies éparses (se trouve principalement dans de petites criques). Aquatic Botany (2015) décrit cet habitat comme fragmenté. Pour autant les populations indiennes sont génétiquement peu diversifiées.

## La tolérance au sel
Guillaumin, Swingle et Tanaka ont pensé tirer parti de la tolérance au sel en en faisant un porte-greffe des agrumes cultivés, l'idée est reprise dès l'introduction de la plante aux USA (1929), mais il ne semble pas que la greffe a été tentée. Parmi les Rustaceae tolérantes à la salinité voir aussi Limnocitrus littoralis.

## Utilité
Iqrar Ahmad Khan (2007) écrit que les plantes du genre sont peu fréquentes ex situ, mais ont probablement des applications utiles, Jones (1982) parle de vertus médicinales. Au Myanmar feuilles broyées servent de cataplasme antalgique (douleurs corporelle).
Dans de nombreux endroits (Inde, Singapour) elle est classée menacée, en Inde une tentative de régénération des populations sauvages par bouturages a été décevante (les boutures ne répondent pas aux stimulateurs de croissance).

## Anthologie
- Giorgio Gallesio, Traité du citrus, Paris, Louis Fantin (1811)[1].

Gallesio (1811) renvoie à Willdenow («pétiole nu, feuille ovale, fruits pointus et anguleux») et au Limonellus angulosus, Lemon malais de Rumphius (Herb. Amb. t. 2, c. 16, p. 110).  

« L'agrume anguleux est l'espèce qui s'éloigne davantage du citrus d'Europe [ ] Les fruits sont très petits, tantôt quadranguleux, et tantôt quinquangulaires, aplatis sur les côtés, longtemps verdâtres, quelquefois jaunissant dans la maturité, formés d'une écorce très mince, qui renferme des loges pleines d'un suc visqueux, qui a l'odeur du limon nipis, mais qui n'est pas mangeable, et qui contient quatre ou cinq semences. Rumphius ajoute que cet arbuste, trouvé depuis peu dans un bois marécageux de Mangi-Mangi, près de la mer, est presque inconnu aux indigènes, et qu'il vient dans l'eau de la mer qui couvre le sol dans les hautes marées. »

- Bernard Rollet. Petite histoire de la mangrove depuis les origines...  Nantes, Actes des congrès nationaux des sociétés historiques et scientifiques  Année 2002. pp. 107-122[23].

« L’origine du mot mangrove est controversée. Il vient peut-être de la contraction de mangue qui désigne en portugais à la fois les espèces d’arbres de la mangrove et la forêt (Holanda 1975), et de grove, mot anglais qui signifie petit bois, bosquet, bocage. Mais par une étonnante conjonction phonétique, mangi-mangi est un vieux mot utilisé à Amboine (Indonésie orientale) pour désigner les Bruguiera (Rumphius 1747-1770) [Palétuvier]. Ce mot n’est pas malais : des noms vernaculaires très différents sont utilisés pour désigner les Bruguiera tant en Malaisie qu’en Indonésie et aux Philippines. »